# 谷汲カントリークラブ
三甲ゴルフ倶楽部 谷汲コース（さんこうごるふくらぶ たにぐみコース）は、岐阜県揖斐郡揖斐川町に広がるゴルフ場である。

## 概要
三甲ゴルフ倶楽部 谷汲コースは、新たなゴルフ場建設に向け、「谷汲開発株式会社」がゴルフ場経営に乗り出したことに始まる。コース名は「岐阜ゴルフクラブ谷汲」、コース設計と工事は大日本土木株式会社が行い、1991年（平成3年）7月13日、18ホール規模のゴルフ場が開場された。その後、2003年（平成15年）7月4日、谷汲開発株式会社が民事再生手続き開始の申請、2004年（平成16年）3月23日、経営会社が谷汲開発株式会社から八甲株式会社に交代、それに伴ないコース名を岐阜ゴルフクラブ谷汲から「谷汲カントリークラブ」に名称変更した。また、日本のプロゴルフメジャー大会の1つ、日本プロゴルフ協会主催競技でもあり、日本選手権大会に相当する、日本プロゴルフ選手権大会などの大会開催の実績がある。
2020年（令和2年）12月、倶楽部名称を「三甲ゴルフ倶楽部 谷汲コース」へ変更。2021年（令和3年）11月には運営会社が親会社である「三甲株式会社」へ合併されたことにより、現在は三甲株式会社による経営となっている。

## 所在地
〒501-1303 岐阜県揖斐郡揖斐川町谷汲長瀬乾谷 

## コース情報
- 開場日 - 1991年7月13日
- 設計者 - 大日本土木株式会社
- 面積 - 2,050,000m2（約62.0万坪）
- コースタイプ - 丘陵コース
- コース - 18ホールズ、パー72、7,162ヤード、コースレート75.1
- グリーン - 1グリーン、ベント（ペンクロス）
- フェアウエイ - コーライ
- ラフ - ノシバ
- ハザード - バンカーの190、池が絡むホール4
- プレースタイル - 乗用カート(5人乗り)、自走式、全組キャディ付き
- 練習場 - 18打席 330ヤード
- 休場日 - 不定休 [5][6]

## クラブ情報
- ハウス面積 - 5,070m2（1,533坪）
- ハウス設計 - 大日本土木株式会社
- ハウス施工 - 大日本土木株式会社[5][6]

## ギャラリー
- コース - [7]
- ハウス - [8]

## 交通アクセス
- 鉄道 
  - 樽見鉄道 - 谷汲口駅よりタクシー利用、約10分。または、本巣駅よりタクシー利用、約20分。[9]
  - JR東海道本線 - 大垣駅よりタクシー利用 約40分。

- 道路 - 名神高速道路 - 大垣ICより 35km[10]

## メジャー選手権
- 2006年（平成18年） - 第74回 日本プロゴルフ選手権大会開催[11]

## 関連文献
- 『ゴルフ場ガイド 西版』2006-2007、「谷汲カントリークラブ（岐阜県）」、東京 ゴルフダイジェスト社、2006年5月